# Display (social network)
Display Inc. è un social network di Evacuation Complete, una impresa statunitense con sede in Connecticut. Originariamente fondato nel 2013 con il nome Tsū, la società ha subito un rebranding assumendo il nome attuale a partire dal 21 aprile 2021.

## Descrizione
L'iscrizione alla rete sociale era su invito, e il 2 agosto del 2016 il sito diventa "dark", chiudendo e dando il tempo agli utenti di scaricare i propri dati fino alla fine di agosto 2016. Nel 2020 è tornato attivo. Il suo funzionamento si basa sulla creazione e condivisione di contenuti originali per cui gli utenti vengono pagati. Infatti, ogni contenuto prevede della pubblicità e il 50% dei ricavi va all'utente che ha creato o condiviso il contenuto. L'iscrizione avviene tramite invito e l'app è disponibile al momento solo per dispositivi mobili iOS e Android.